# Liffol-le-Petit
Liffol-le-Petit és un municipi francès situat al departament de l'Alt Marne i a la regió del Gran Est. L'any 2007 tenia 351 habitants.

## Demografia

### Població
El 2007 la població de fet de Liffol-le-Petit era de 351 persones. Hi havia 140 famílies de les quals 36 eren unipersonals (20 homes vivint sols i 16 dones vivint soles), 44 parelles sense fills, 52 parelles amb fills i 8 famílies monoparentals amb fills.
La població ha evolucionat segons el següent gràfic:
Habitants censats

### Habitatges
El 2007 hi havia 165 habitatges, 140 eren l'habitatge principal de la família, 8 eren segones residències i 17 estaven desocupats. 140 eren cases i 25 eren apartaments. Dels 140 habitatges principals, 103 estaven ocupats pels seus propietaris, 31 estaven llogats i ocupats pels llogaters i 6 estaven cedits a títol gratuït; 6 tenien dues cambres, 23 en tenien tres, 40 en tenien quatre i 71 en tenien cinc o més. 108 habitatges disposaven pel capbaix d'una plaça de pàrquing. A 60 habitatges hi havia un automòbil i a 46 n'hi havia dos o més.

### Piràmide de població
La piràmide de població per edats i sexe el 2009 era:
| Homes | Edats   | Dones |
| ----- | ------- | ----- |
| 0     | 95 o +  | 0     |
| 0     | 90 a 94 | 0     |
| 0     | 85 a 89 | 4     |
| 0     | 80 a 84 | 0     |
| 8     | 75 a 79 | 8     |
| 20    | 70 a 74 | 8     |
| 0     | 65 a 69 | 28    |
| 8     | 60 a 64 | 8     |
| 4     | 55 a 59 | 4     |
| 4     | 50 a 54 | 8     |
| 16    | 45 a 49 | 20    |
| 24    | 40 a 44 | 8     |
| 24    | 35 a 39 | 24    |
| 16    | 30 a 34 | 8     |
| 4     | 25 a 29 | 4     |
| 8     | 20 a 24 | 0     |
| 16    | 15 a 19 | 16    |
| 8     | 10 a 14 | 20    |
| 12    | 5 a 9   | 28    |
| 8     | 0 a 4   | 8     |

## Economia
El 2007 la població en edat de treballar era de 203 persones, 151 eren actives i 52 eren inactives. De les 151 persones actives 131 estaven ocupades (75 homes i 56 dones) i 21 estaven aturades (12 homes i 9 dones). De les 52 persones inactives 7 estaven jubilades, 16 estaven estudiant i 29 estaven classificades com a «altres inactius».

### Ingressos
El 2009 a Liffol-le-Petit hi havia 139 unitats fiscals que integraven 339 persones, la mediana anual d'ingressos fiscals per persona era de 14.060 €.

### Activitats econòmiques
Dels 16 establiments que hi havia el 2007, 1 era d'una empresa extractiva, 7 d'empreses de fabricació d'altres productes industrials, 1 d'una empresa de construcció, 4 d'empreses de comerç i reparació d'automòbils, 1 d'una empresa de transport, 1 d'una empresa d'hostatgeria i restauració i 1 d'una empresa de serveis.
L'únic servei als particulars que hi havia el 2009 era un restaurant.
L'any 2000 a Liffol-le-Petit hi havia 9 explotacions agrícoles.

## Poblacions més properes
El següent diagrama mostra les poblacions més properes.